# Patrick Sanders

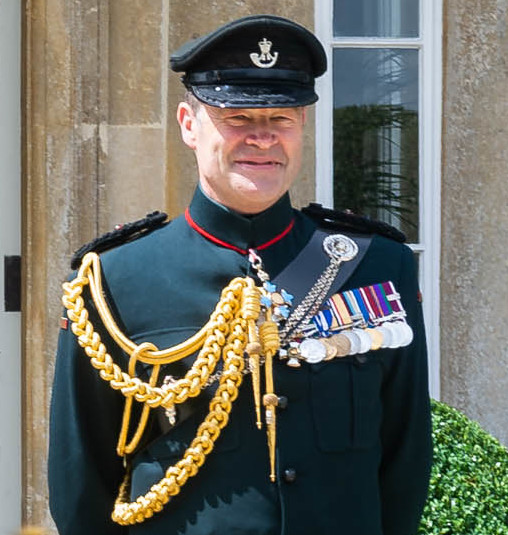
Patrick Sanders (2022)

Sir Patrick Nicholas Yardley Monrad Sanders, KCB, CBE, DSO, ADC Gen (geboren am 6. April 1966 in Tidworth, Wiltshire) ist ein britischer Armeeoffizier. Als General ist er seit Juni 2022 Chief of the General Staff der British Army.

## Frühes Leben und Ausbildung
Sanders wurde am 6. April 1966 in Tidworth, Wiltshire, England geboren. Er wuchs in Norwegen, Gibraltar und Irak auf und besuchte die Worth School, ein der Benediktinerabtei Worth Abbey angegliedertes Internat.  Er studierte an der Universität von Exeter sowie der Universität Cranfield.

## Militärkarriere
Sanders wurde am 23. September 1984 zum Offizier im leichten Infanterieregiment der Royal Green Jackets ernannt. Er diente im Nordirlandkonflikt sowie 1999 im Kosovo und 2001 in Bosnien-Herzegowina. Im Jahr 2002 wurde er Stabschef der 1. Mechanisierten Brigade und 2005 Kommandeur des 2. Bataillons der Royal Green Jackets, das unter seiner Führung als 4. Bataillon dem neu errichteten leichten Infanterieregiment The Rifles unterstellt wurde. In dieser Verwendung nahm er 2007 an Gefechten in Basra während des Irakkriegs teil. Am 25. Juli 2008 wurde ihm der Distinguished Service Order (DSO) für „tapfere und hervorragende Dienste im Irak in der Zeit vom 1. Oktober 2007 bis 31. März 2008“ verliehen.
Sanders wurde im August 2009 zum Kommandeur der 20. Panzerbrigade ernannt. In dieser Funktion kommandierte er im Oktober 2011 die Task Force Helmand in Afghanistan. Am 28. September 2012 wurde er zum Commander of the Order of the British Empire (CBE) ernannt „für tapfere und hervorragende Dienste in der Zeit vom 1. Oktober 2011 bis 31. März 2012“. Des Weiteren diente er als Verbindungsoffizier des Generalstabschefs bei den Joint Chiefs of Staff der Vereinigten Staaten sowie im März 2013 als Stellvertretender Generalstabschef (Operations).
2014 nahm Sanders an den sogenannten „Cobra-Meetings“ des Premierministers zur Flutkatastrophe teil. Im April 2015 übernahm er die Führung der 3. Division (United Kingdom) und wurde im Jahr darauf zum Generalleutnant befördert. 2019 folgte er General Sir Richard Barrons als Colonel Commandant und Präsident der Honourable Artillery Company nach. Am 6. Mai 2019 wurde er zum General befördert und zum Befehlshaber Joint Forces Command ernannt. Joint Forces Command wurde zum 9. Dezember 2019 in Strategic Command umbenannt.
Im Zuge der New Year Honours 2020 wurde er zum Knight Commander of the Order of the Bath (KCB) ernannt. 2021 wurde er als Kandidat für die Nachfolge General Sir Nick Carters als Chief of the Defence Staff gehandelt, insbesondere wegen seiner Expertise im Cyberraum, jedoch ernannte Premierminister Boris Johnson stattdessen Admiral Sir Tony Radakin. Sanders wurde daraufhin im Februar 2022 als Nachfolger von Mark Carleton-Smith angekündigt und übernahm das Amt des Generalstabschefs im Juni desselben Jahres.
Am 7. Juni 2022 entband Sanders aufgrund diverser Disziplinarvorfälle ein Bataillon des Fallschirmjägerregiments vom aktiven Auslandsdienst. Am 16. Juni 2022 ermahnte Sanders britische Soldaten, sie sollen angesichts des russischen Angriffskrieges in der Ukraine bereit sein „noch einmal in Europa zu kämpfen“. Er verwies hierfür auf ein „[absolutes Muss] für eine Armee, die fähig ist an der Seite unserer Verbündeten zu kämpfen und Russland in der Schlacht zu besiegen“.
2024 wurde ihm das Ehrenkreuz der Bundeswehr in Gold verliehen.